# Ллукес, Адриен
Адриен Ллукес (фр. Adrien Llukes; родился 21 июля 2008) — швейцарский футболист, нападающий клуба «Сьон».

## Клубная карьера
Футбольную карьеру начал в академии клуба «Ветро». В 2021 году присоединился к футбольной академии «Сьона». 22 мая 2025 года дебютировал в основном составе «Сьона», выйдя на замену в матче швейцарской Суперлиги против «Винтертура».

## Карьера в сборной
Выступал за сборные Швейцарии до 16 и до 17 лет.